# Célula Anárquica Por la Solidaridad Revolucionaria
La Célula Anárquica por la Solidaridad Revolucionaria - Federación Anarquista Informal-Frente Revolucionario Internacional (CASR-FAI/FRI o FAI/FRI-Bolivia) fue una guerrilla urbana anarquista de raíz internacional que estuvo activa en la ciudad de La Paz-Bolivia, donde perpetró varios ataques con explosivos dejando daños materiales.

## Actividad
A pesar de haber realizado otros atentados en abril del mismo año, clamó atentados con otros nombres como Unas  Noctilucas descarriadas FAI/FRI o también Fracción autónoma de las birlochas rebeldes/FAI-FRI, esto en las ciudades de La Paz y Cochabamba. El primer ataque del grupo fue reportado el 14 de mayo del 2012 cuando detonaron una carga explosiva con dos cartuchos de dinamita en la automotora Imcruz importadora de autos franceses Renault, situado en la avenida 20 de octubre en la ciudad de La Paz, dejando daños materiales a dos vehículos y ventanales de la empresa. Horas después el grupo clamó responsabilidad en un comunicado donde expuso sus motivos, cuestionando el sistema democrático, el antropocentrismo y además anunciando más ataques.
El 24 de mayo del 2012 militantes del grupo dejaron explosivos en una sucursal bancaria del Banco Nacional de Bolivia adjunto al Gran Cuartel de Miraflores en La Paz, destruyendolo por completo, además de daños materiales en los alrededores, pero sin dejar civiles heridos. El grupo clamó responsabilidad en un comunicado, donde mencionó que el ataque fue en memoria de Mauricio Morales (un militante argentino fallecido tres años antes), además de reinvindicarlo "en honor" a los militantes de la Federación Obrera Local que en septiembre de 1931, atacaron el cuartel.

### Arrestos
Debido a los ataques de carácter insurreccionalista, el anarquista Henry Zegarrundo y Renato Vincenti fueron arrestados el 29 de mayo junto a tres personas más, acusados de ser responsables de una serie de ataques realizados en esa región, los cuales fueron usados para desmantelar el movimiento libertario y el movimiento ecologista boliviano.

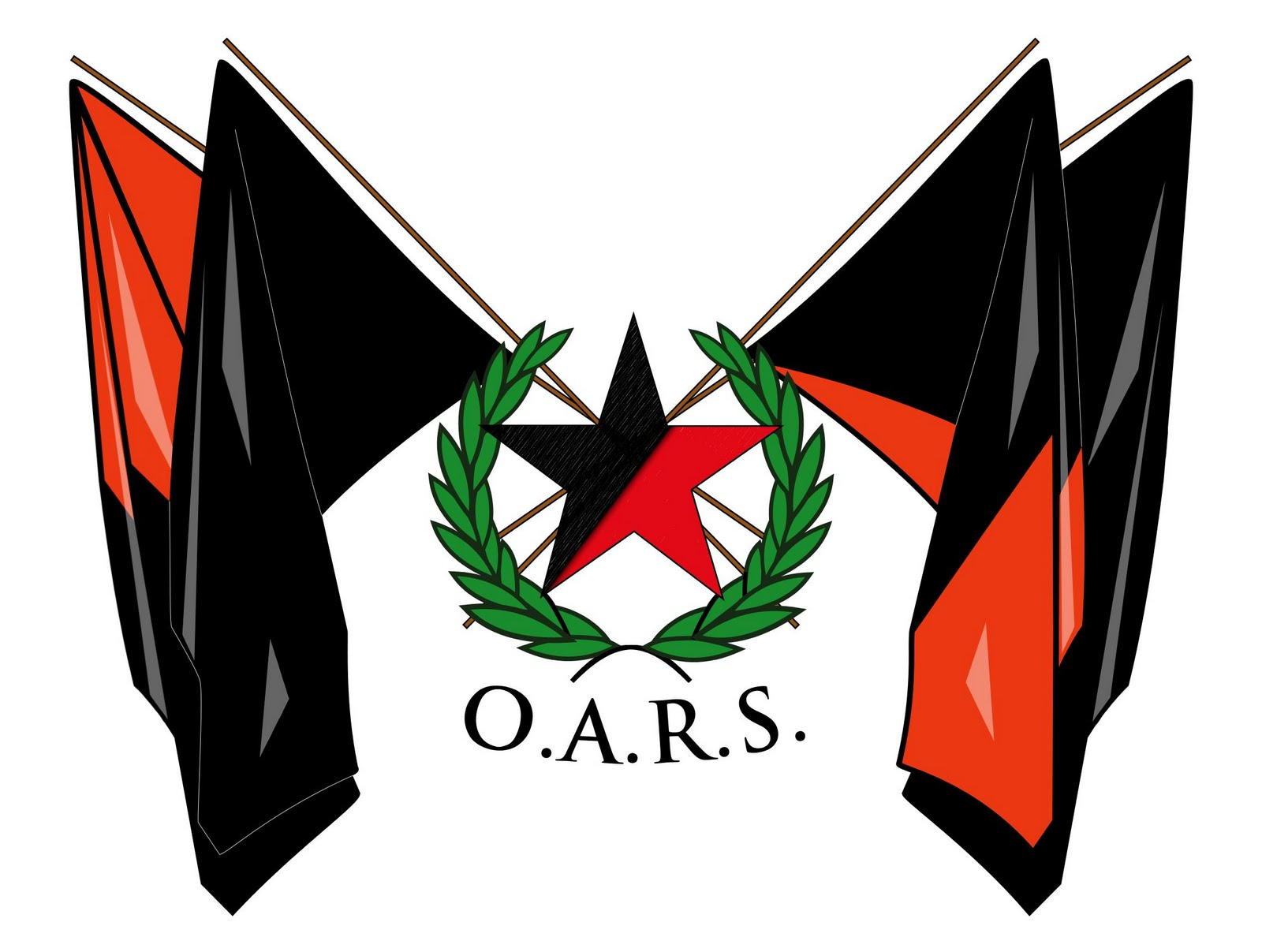
Escudo de la Organización Anarquista por la Revolución Social.

A partir del arresto de Zegarrundo se realizaron allanamientos y arrestos que no llegaron a una condena por falta de pruebas en contra de los acusados. Cabe destacar que existió una fuerte controversia, por actos de traición al interior del movimiento libertario como denuncio Zegarrundo contra Vincenti, traición debida principalmente a las corrientes más "radicales" vinculadas con círculos chilenos insurreccionalistas, los cuales impulsaron un discurso más radicales similares a los profesados por el anarquista italiano Alfredo M. Bonnano. Algunos militantes denunciaron que estas detenciones se dieron para que el gobierno de Evo Morales demostrara una buena imagen en cuanto a seguridad ante los representantes de la OEA.
Otro elemento destacable, fue la acusación generalizada de los sectores insurreccionales contra la Organización Anarquista por la Revolución Social (OARS), de ser "reformista y traidora", llegándose la misma a adjudicarse parte de los sabotajes a favor de los militantes arrestados. Dentro de OARS, se exhibió una actitud victimizadora y colaboracionista con la policía, aquella actitud de victimización y la falta de una condena sobre Vincenti se dieron a pesar de que se encontró un revolver disparado en su residencia y a pesar de que Vincenti manifestó un odio visceral por intelectuales y por los estudios superiores.
Para el 31 de mayo la célula fue disuelta, además se confirmó que una de las detenidas Nina Marcilla era hija del embajador de Bolivia en México, Jorge Mansilla Torres (Coco Manto), Mancilla clamó ser inocente y no estar envuelta en los atentados ni con la militancia insurreccional, por los cuales las autoridades realizaron una "caceria de brujas contra ideas contrarias a las gobernantes"